# کلر اتوکسیفوس
کلر اتوکسیفوس (به انگلیسی: Chlorethoxyfos) با فرمول شیمیایی C6H11Cl4O3PS یک ترکیب شیمیایی است. که جرم مولی آن ۳۳۶٫۰۰ گرم بر مول می‌باشد. 